# Worstenhelm

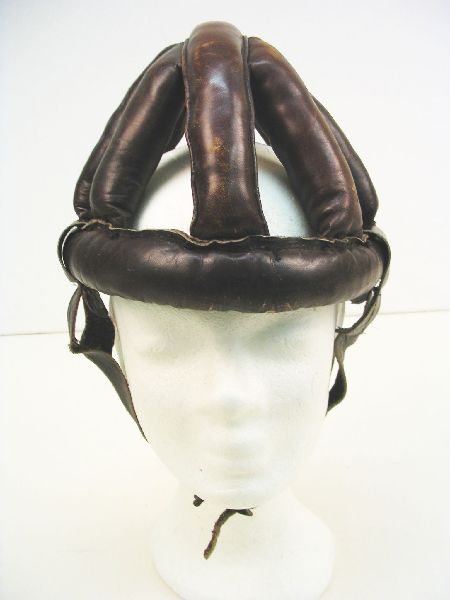
Een worstenhelm

Een worstenhelm is een fietshelm die rond 1940 werd geïntroduceerd. 
In eerste instantie was het een zelfgemaakte helm bestaande uit lederen banden die aan elkaar verbonden werden, de leren banden werden daarna opgevuld met paardenhaar. 
In de jaren tachtig kwamen er worstenhelmen van kunststof op de markt, deze waren in verschillende kleuren en maten en met meerdere sluitingen te verkrijgen.
Tot 1991 was het verplicht de worstenhelm te dragen in Belgische wielerwedstrijden, vanaf dan werd hij vervangen door de eveneens verplichte 'pothelm'. Die werd in 2003 ook door de Internationale Wielerunie verplicht gesteld.